# Super RC Pro-Am
Super RC Pro-Am är ett bilspel till Game Boy, utvecklat av Rare. Spelet släpptes i Nordamerika i juni 1991, och i Europa den 23 april 1992. 1998 återutgavs spelet i serien Player's Choice. I spelet styr man en radiostyrd bil. 

### Fotnoter
1. ↑  ”Super RC Pro-Am” (på svenska). Nintendomagasinet (Kungsbacka: Atlantic) (4 1992):  sid. 8-9 (Power Player). april 1992. Läst 20 april 2014.